# رودباد حاره‌ای شرقی
رودباد حارّه‌ای شرقی یا جریان جتی حارّه‌ای شرقی (انگلیسی: Tropical Easterly Jet) یک اصطلاح هواشناسی است که اشاره به باد شرقی در سطح بالایی جو زمین دارد که از اواخر ژوئن شروع می‌شود و تا اوایل سپتامبر ادامه می‌یابد. این جریان قوی هوا که در مناطق موسمی آسیا در اتمسفر بالایی ایجاد می‌شود، در مرکز ۱۵ درجه شمالی و ۵۰ تا ۸۰ درجه شرقی قرار دارد و از جنوب شرق آسیا تا آفریقا گسترده شده است. قوی‌ترین گسترش این رودباد (جریان جتی) در حدود ۱۵ کیلومتری (۹ مایلی) بالای سطح زمین با سرعت باد تا ۴۰ متر بر ثانیه (۱۴۰ کیلومتر بر ساعت؛ ۸۹ مایل بر ساعت؛ ۷۸ گره) بر روی اقیانوس هند است.